# Форсс, Маркус
Маркус Форсс (фин. Marcus Forss; родился 18 июня 1999, Турку) — финский футболист, нападающий английского клуба «Мидлсбро» и национальной сборной Финляндии.

## Клубная карьера
До 2012 года выступал за ряд финских футбольных команд. В 2012 году 13-летний Маркус стал игроком футбольной академии клуба «Вест Бромвич Альбион». В июне 2017 года перешёл в «Брентфорд». В сезоне 2017/18 выступал за резервную команду клуба, забив 11 голов в 23 матчах. В сезоне 2018/19 был включён в основной состав «Брентфорда». 14 августа 2018 года дебютировал за «Брентфорд» в матче Кубка Английской футбольной лиги против «Саутенд Юнайтед», отличившись забитым мячом. 25 августа 2018 года дебютировал в Чемпионшипе, выйдя в стартовом составе в матче против «Блэкберн Роверс».
В начале сентября 2019 года Маркус подписал новый четырёхлетний контракт с клубом, после чего отправился в аренду в клуб Лиги 1 «Уимблдон». Он забил 11 голов в 18 матчах Лиги 1 с сентября 2019 по январь 2020 года, после чего вернулся в «Брентфорд» для лечения от полученной травмы. Восстановившись от травмы, в сезоне 2020/21 он провёл за «Брентфорд» 50 матчей во всех турнирах, забив 10 голов. По итогам сезона 2020/21 «Брентфорд» вышел в Премьер-лигу, выиграв плей-офф Чемпионшипа.
28 июля 2022 года перешёл в «Мидлсбро», заключив 4-летний контракт. Дебютировал 30 июля в матче 1-го тура чемпионата против «Вест Бромвич Альбион» (1:1), выйдя на замену на 63-й минуте вместо Дункана Уотмора. 6 августа забил первый гол в составе «речников» в гостевом матче против «Куинз Парк Рейнджерс».

## Карьера в сборной
Выступал за сборные Финляндии до 17, до 18, до 19 и до 21 года.
В ноябре 2020 года получил первый вызов в главную сборную Финляндии. 11 ноября 2020 года он дебютировал за сборную в товарищеском матче против сборной Франции, забив первый гол в этой игре. Финны победили французов со счётом 2:0.
1 июня 2021 года был включён в заявку сборной Финляндии на Евро-2020.

## Личная жизнь
Маркус вырос в футбольной семье: его отец Теро и брат Никлас также являются футболистами. Дед Маркуса, Райнер Форсс, выступал за главную, резервную и олимпийскую сборные Финляндии.
Маркус является болельщиком «Манчестер Юнайтед», а футбольным кумиром его детства стал Криштиану Роналду.

## Достижения
«Брентфорд»
- Победитель плей-офф Чемпионшипа: 2021

Личные достижения
- Игрок года в резервной команде «Брентфорда»: 2017/18
- Молодой игрок года в «Уимблдоне»: 2019/20
- Молодой игрок месяца в Английской футбольной лиге: октябрь 2019